# Cap de la Devesa (les Valls de Valira)
El Cap de la Devesa és una muntanya de 2.134 metres que es troba al municipi de les Valls de Valira, a la comarca de l'Alt Urgell.